# Иглтон, Терри
Те́рри И́глтон (англ. Terence Francis "Terry" Eagleton — Те́ренс Фрэ́нсис Иглтон, 22 февраля 1943, Солфорд) — ведущий британский литературовед и философ неомарксистского толка. Член Британской академии (2003).
Лауреат Дойчеровской мемориальной премии (1989).

## Биография
Родился в семье католиков-ирландцев. Окончил Кембриджский университет, преподавал в Оксфордском университете, затем получил кафедру в Манчестерском университете. Начал свою карьеру как специалист по викторианской литературе, затем занимался англоязычной литературой XIX—XX вв.

## Специализация, исследовательские интересы
Профессор теории культуры в Манчестерском университете (2001—2008). С 2008 года работает в Ланкастерском университете, профессор английской литературы. Специалист по марксистской эстетике, социальной философии и теории литературы. Ученик и последователь Реймонда Уильямса.

## Сочинения
на английском языке
монографии
- Criticism and ideology: A study in Marxist literary theory. — London; Atlantic Highlands, NJ, 1976. — 191 p. — ISBN 0-86091-707-X
- Walter Benjamin, or Towards a revolutionary criticism. — London, 1981. — 187 p. — ISBN 0-86091-036-9
- The rape of Clarissa: writing, sexuality, and class struggle in Samuel Richardson. — Oxford, 1982. — ix, 109 p. — ISBN 0-631-13031-4
- William Shakespeare. — Oxford; New York, 1986. — x, 114 p. — ISBN 0-631-14553-2
- The ideology of the aesthetic. — Oxford; Cambridge, Mass., 1990. — 426 p. — ISBN 0-631-16302-6
- Ideology: an introduction. — London; New York, 1991. — xv, 242 p. — ISBN 0-86091-319-8
- The illusions of postmodernism. — Oxford; Malden, Mass., 1996/1997. — x, 147 p. — ISBN 0-631-20322-2

Публикации на русском языке
- Марксизм и литературная критика / пер. К. Медведева. M.: Свободное марксистское издательство, 2009.
- Теория литературы: Введение / пер. Е. Бучкиной под ред. М. Маяцкого и Д. Субботина. М.: Издательский дом «Территория будущего», 2010. — 210 с. — ISBN 978-5-91129-079-5
- Идея культуры / пер. с англ. И. Кушнаревой. М.: Изд. дом Высшей школы экономики, 2012. — 192 с. — (Исследования культуры). — 1000 экз. — ISBN 978-5-7598-0838-1. (1-я глава)
- Почему Маркс был прав / пер. П. Норвилло. — М.: Карьера Пресс, 2012. — 304 с. — ISBN 978-5-904946-59-3 {Рецензия на Регнуме}
- Феноменальный Жижек
- Кровь на руках папы римского
- На сайте журнала «Скепсис»
- В интернет-журнале «Рабкор.ру»
- Политика Карла Маркса (недоступная ссылка)  (недоступная ссылка с 16-05-2013 [4325 дней] — история)